# Королицкий, Марк Самойлович
Марк Самойлович Королицкий (10 апреля 1879, с. Олтуш, Гродненская губерния — 8 апреля 1938) — российский литературный и театральный критик, доктор медицины.

## Биография
Учился в Московском университете, в Санкт-Петербургском психоневрологическом институте. Жил и работал в Минске, затем в Ленинграде. Печатался в «Дне», «Северных записках», «Вестнике Европы», «Северо-западном крае», «Литературно-театральном курьере» и других изданиях. Заведовал редакцией журнала «Природа».
С августа 1921 года по ноябрь 1929 года — сверхштатный научный сотрудник Пушкинского Дома.
Умер от разрыва сердца 8 апреля 1938 года.

## Избранное
Источник — Электронные каталоги РНБ
- Королицкий М. С. Н. А. Котляревский : Из лич. воспоминаний. — Л.: Атеней, 1925. — 31 с.
- Королицкий М. С. М. Горький : Его творческий и жизненный путь : К 35-ти-летию литературной деятельности. — Л.: Колос, 1927. — 73 с.
- Королицкий М. С. А. Л. Волынский : Странички воспоминаний. — Л.: Academia, 1928. — 24 с.
- Королицкий М. С. Л. Н. Толстой : К столетию со дня рождения : [Этюд о творчестве]. — Л.: Academia, 1928. — 61 с.
- Королицкий М. С. А. Ф. Кони : Странички воспоминаний. — Л.: Academia, 1928. — 32 с. (сокращённый текст на сайте «Электронная библиотека TheLib.Ru»)

Работы М. С. Королицкого:
- Айхенвальд Ю. : Похвала праздности.
- Литература о Тургеневе.
- Материалы для биографии П. Л. Лаврова / Под редакцией П. Витязева.
- Некрасов: По неизданным материалам.
- Радуга: Альманах Пушкинского дома.
- Штрайх С. Я. : Брожение в армии при Александре I.

опубликованы (перечислены ?) в сборнике «Утренники» / Под ред. Д. А. Лутохина. — Пб.: М. С. Кауфман и Д. А. Лутохин, 1922. Кн. 1, 2.
Письма к М. С. Королицкому хранятся в фондах Пушкинского дома.